# 鲁道夫·赫尔曼·陆宰
鲁道夫·赫尔曼·洛采（德語：Rudolf Herman Lotze，1817年5月21日—1881年7月1日）是一位德国哲学家、逻辑学家。他还拥有医学学位，并且精通生物学。他的医学研究成为科学心理学的先锋工作。

## 生平
陆宰出生在德意志萨克森王国的鲍岑，父亲是一名军医。在他幼年的时候，父亲被调往齐陶，因此陆宰在齐陶接受了市镇小学和文科中学的教育；他对于古典作家有着持久的爱好，在中年时期还将古希腊剧作家索福克勒斯的作品《安提戈涅》翻译成拉丁文韵文发表。 
1834年，17岁的陆宰进入莱比锡大学，先学习哲学和自然科学，作为学习医学的准备。陆宰早期的学习兴趣集中在两个不同的方面：一个是科学领域的数学和物理学，受到了E. H.韦伯、W. Volckmann和古斯塔夫·费希纳的指导；第二方面的兴趣是审美和艺术方面，他在这一方面的发展得到了Christian Hermann Weisse的关心。他同时被自然科学和费希特、弗里德里希·谢林和格奥尔格·威廉·弗里德里希·黑格尔的思想所吸引。  
陆宰的第一篇论文《De futurae biologiae principibus philosophicis》(1838)使他获得了医学博士学位，4个月后又获得哲学博士学位。他在莱比锡担任初级讲师（junior lecturer）时，发表了两本小书《Metaphysik》（1841年）和《Logik》(1843)，创建自己的哲学体系。从那里他来到哥廷根大学，继承约翰·弗里德里希·赫尔巴特的哲学教席。  

## 著作
- Logic, in three books: of Thought, of Investigation, and of Knowledge (1874), ed. and trans. B. Bosanquet, Oxford: Clarendon Press, 1884; 2nd edition, 1887
- Metaphysics, in three books: Ontology, Cosmology, and Psychology (1879), ed. and trans. B. Bosanquet, Oxford: Clarendon Press, 1884; 2nd edition, 1887.
- Microcosmus: An Essay Concerning Man and His Relation to the World (1856-58, 1858-64), trans. E. Hamilton and E. E. C. Jones, Edinburgh: T. & T. Clark, 1885; 4th edition, 1899.
- Outlines of Logic and of Encyclopedia of Philosophy, ed. and trans. G. T. Ladd, Boston, MA: Ginn & Co., 1887.
- Outlines of Metaphysic, ed. and trans. G. T. Ladd, Boston, MA: Ginn & Co., 1884
- Outlines of a Philosophy of Religion, ed. F. C. Conybeare, London: Swan Sonnenschein & Co., 1892.
- “Philosophy in the Last Forty Years. First Article.” (1880) In Kleine Schriften, v. 3, ed. D. Peipers, Leipzig: S. Hirzel, 1885-91.